# Noia davant el mirall
Noia davant el mirall (Donna allo specchio) és un oli sobre tela de 89 × 71 cm pintat per Tiziano Vecellio vers l'any 1515, dipositat al Museu Nacional d'Art de Catalunya de Barcelona i pertanyent al Llegat Cambó.

## Descripció
Aquesta obra és una rèplica del quadre que el 1515 estava a la col·lecció dels Gonzaga a Màntua, i que avui està al Museu del Louvre de París. Es tracta d'una de les millors creacions de la joventut de Ticià. L'argument tracta d'una jove que es pentina amb l'ajuda de dos espills que sosté un home. S'interpreta com una al·legoria de la Bellesa vanagloriant-se mentre es dol de la seua efímera existència, un erotisme tenyit d'intenció moralitzadora. També hi ha qui opina que pot ser la representació d'un sonet de Petrarca, on es descriu el triangle amorós entre l'estimada, el mirall i l'amant, i com aquest darrer té enveja de l'objecte, doncs, és aquest qui rep la mirada de l'estimada.